# Bistum Angoulême
Das Bistum Angoulême (lateinisch Dioecesis Engolismensis, französisch Diocèse d’Angoulême) ist eine in Frankreich gelegene römisch-katholische Diözese mit Sitz in Angoulême. Es umfasst das Département Charente.

## Geschichte
Der erste bekannte Bischof des Bistums Angoulême war wohl der heilige Ausonius, der laut Gregor von Tours um die Mitte des 3. Jahrhunderts n. Chr. lebte; der Historiker Robert Favreau hält es allerdings für wahrscheinlicher, Ausonius erst ins 4. Jahrhundert zu datieren. Erst der Eremit Cybard († 581) begründete den Ruhm des Bistums. Die Errichtung des nach ihm benannten Klosters, das eng an das Bistum angeschlossen ist, erfolgte zwischen 817 und 838.
Anstelle eines von den Normannen verbrannten Vorgängerbaus wurde die Kathedrale Saint-Pierre, Sitz des Bistums Angoulême, im frühen 11. Jahrhundert errichtet und 1017 geweiht. Damals stand Bischof Grimoard von Mussidan (991–1018) an der Spitze der Diözese, der ebenso Simonie trieb wie andere im 10. Jahrhundert amtierende Bischöfe von Angoulême (u. a. Gérard de Mallart, 1037–1043; Guillaume Taillefer, 1043–1076; Adémar Taillefer, 1076–1101). In der ersten Hälfte des 11. Jahrhunderts war der französische Chronist Ademar von Chabannes Mönch im Kloster Saint-Cybard. Eine finale Bistumsorganisation schuf Bischof Girard de Blaie (1102–1136), der u. a. neue Pfarreien gründete, den Bischofspalast erbaute und eine Erweiterung der Kathedrale anordnete. 1122 wurde eine berühmte und reiche Benediktinerabtei gegründet, deren Ruinen sich bei Couronne nahe Angoulême befinden. Das von Bischof Guillaume de Blaye (1273–1307) verfasste Livre des fiefs listet den Temporalbesitz der Kirche von Angoulême auf. Eine Minderung des Umfangs der Kirchengüter trat infolge der Konflikte der Grafen von Angoulême mit den Plantagenêt und den französischen Königen ein. Der Bischof Octavien de Saint-Gelais (1494–1502) war auch Dichter.
Nach der Französischen Revolution wurde das Bistum Angoulême 1793 aufgehoben, aber 1801 wiedererrichtet. Am 29. November 1801 wurden ihm Teile der Gebiete der Bistümer Périgueux, Saintes und Sarlat angegliedert. Am 6. Oktober 1822 gab es Teile seines Territoriums zur Gründung des Bistums Périgueux ab. Lange war es dem Erzbistum Bordeaux als Suffraganbistum unterstellt gewesen; am 8. Dezember 2002 wurde es Suffraganbistum des Erzbistums Poitiers.

## Anmerkungen

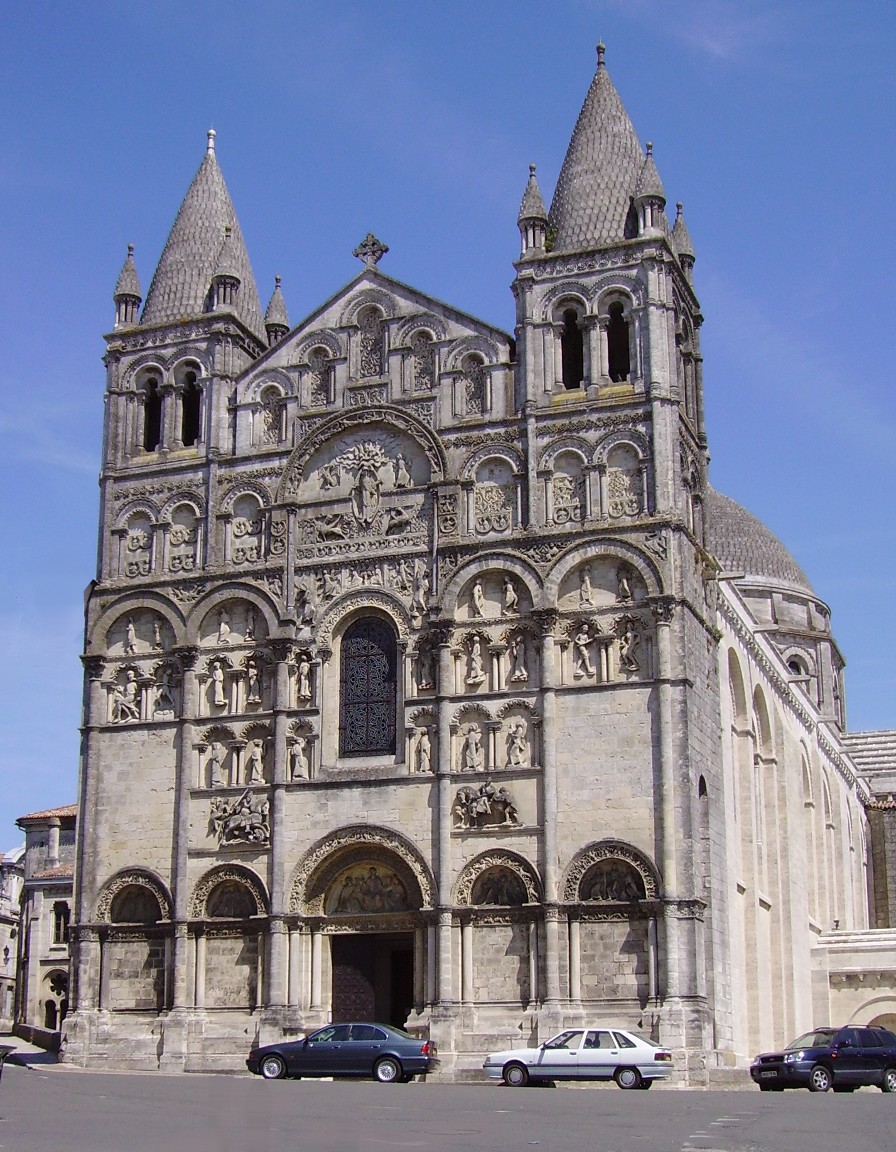
Kathedrale Saint-Pierre in Angoulême